# Ceratozamia
Ceratozamia es un género de plantas de la familia Zamiaceae. El género contiene unas 33 especies vivientes y dos especies fósiles.
Son plantas dioicas, con tallos globosos o cilíndricos.
La mayoría de las especies son endémicas de las regiones montañosas de México, unas pocas se extienden hasta Guatemala, Honduras y Belice. El nombre del género viene del griego ceras, que quiere decir cuerno en referencia a las proyecciones de los esporofilos macho y hembra de todas las especies.

## Evolución
Estudios de la flora fósil muestran que el género Ceratozamia estuvo presente en lo que hoy es México durante el Mioceno en Pichucalco, Chiapas y durante el Cenozoico en bosques de Oaxaca. Durante el transcurso del Pleistoceno tras el cambio climático, el género quedó confinado a algunas áreas del México meridional y Honduras, posteriormente ahí mismo se desarrollaron los complejos de especies C. norstorgii y C. migueliana, que representan el grupo más arcaico, mientras que la difusión del género al norte del Eje Neovolcánico parece ser un fenómeno de especiación relativamente reciente, de acuerdo a investigaciones moleculares de secuenciación de ADN.

## Descripción

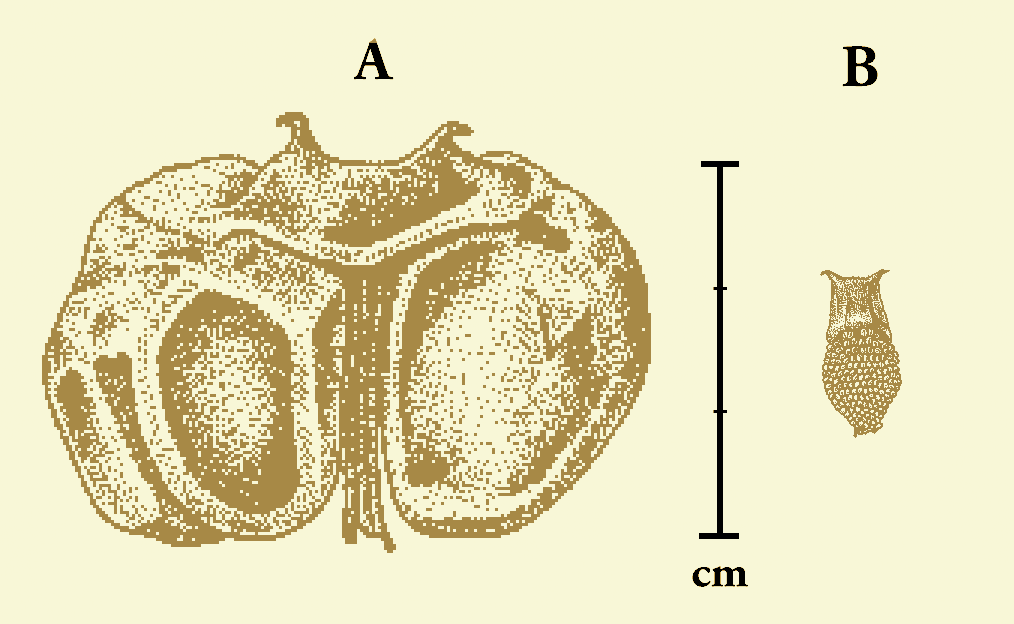
Ceratozamia sp.A. Esporofilos femenino
B. Esporófilo masculino

El género Ceratozamia comprende tanto especies arborescentes, con tallos altos de hasta 2 m, como especies acaulescentes o paquicaulas, con un tallo al menos subterráneo, raramente ramificado, recubierto de catáfilos más o menos tomentosos.
Las hojas, pinnadas, dispuestas en corona en la parte apical del tallo, están compuestas de numerosos foliolos, caracterizadas por no tener nervadura central, insertas en un raquis central que puede estar dotado de espinas.
Son especies dióicas, con plantas masculinas y femeninas, cada una con conos distintos, constituidos de esporofiloss en una espiral larga en el eje central. En ápice de los esporofiloss masculinos y femeninos hay un par de protuberancias corniformes, característica distintiva de todas las especies del género.

## Distribución y hábitat
El género se distribuye geográficamente entre las áreas templadas y tropicales del México sudoriental hasta Guatemala, Belice y Honduras, en específico en zonas tropicales al interior de México que podría decirse sobrevivieron inalteradas por los cambios climáticos del Pleistoceno y la gradual sustitución de la selva tropical por la sabana.
El hábitat actual va de la selva lluviosa tropical a los bosques de robles. Algunas especies como C. zaragozae están adaptadas a un hábitat xerófilo. Crecen del nivel del mar hasta 1800 m de altitud.

## Especies
El número de especies reconocidas de Ceratozamia pasó de 6 en 1980 a 26 en 2012.

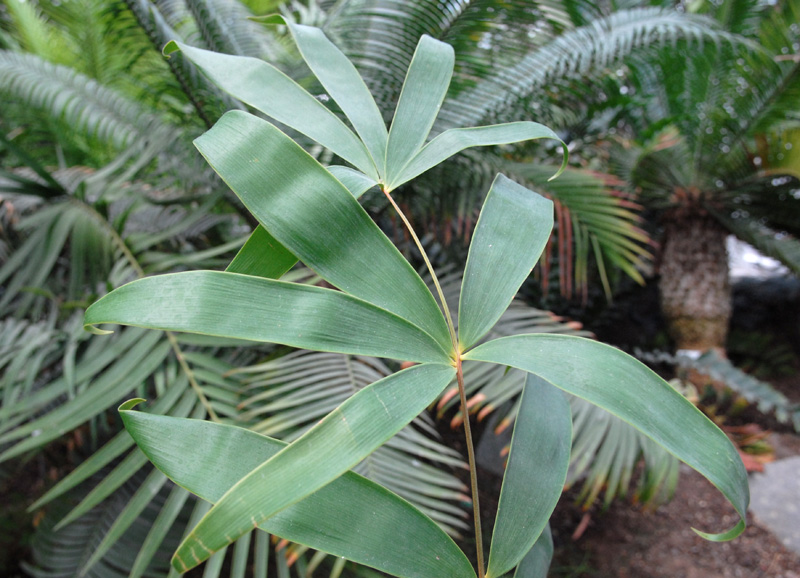
C. hildae

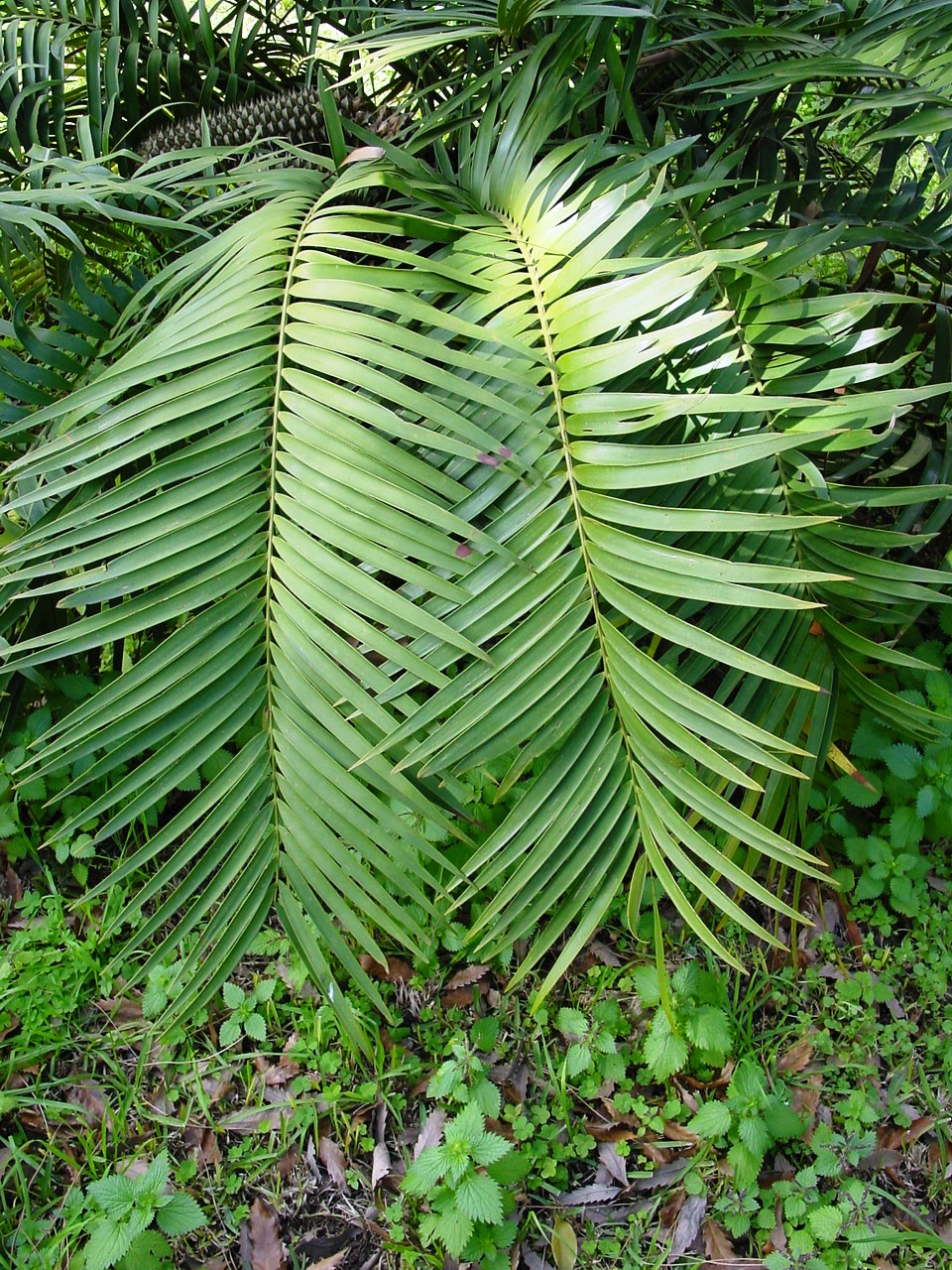
C. mexicana

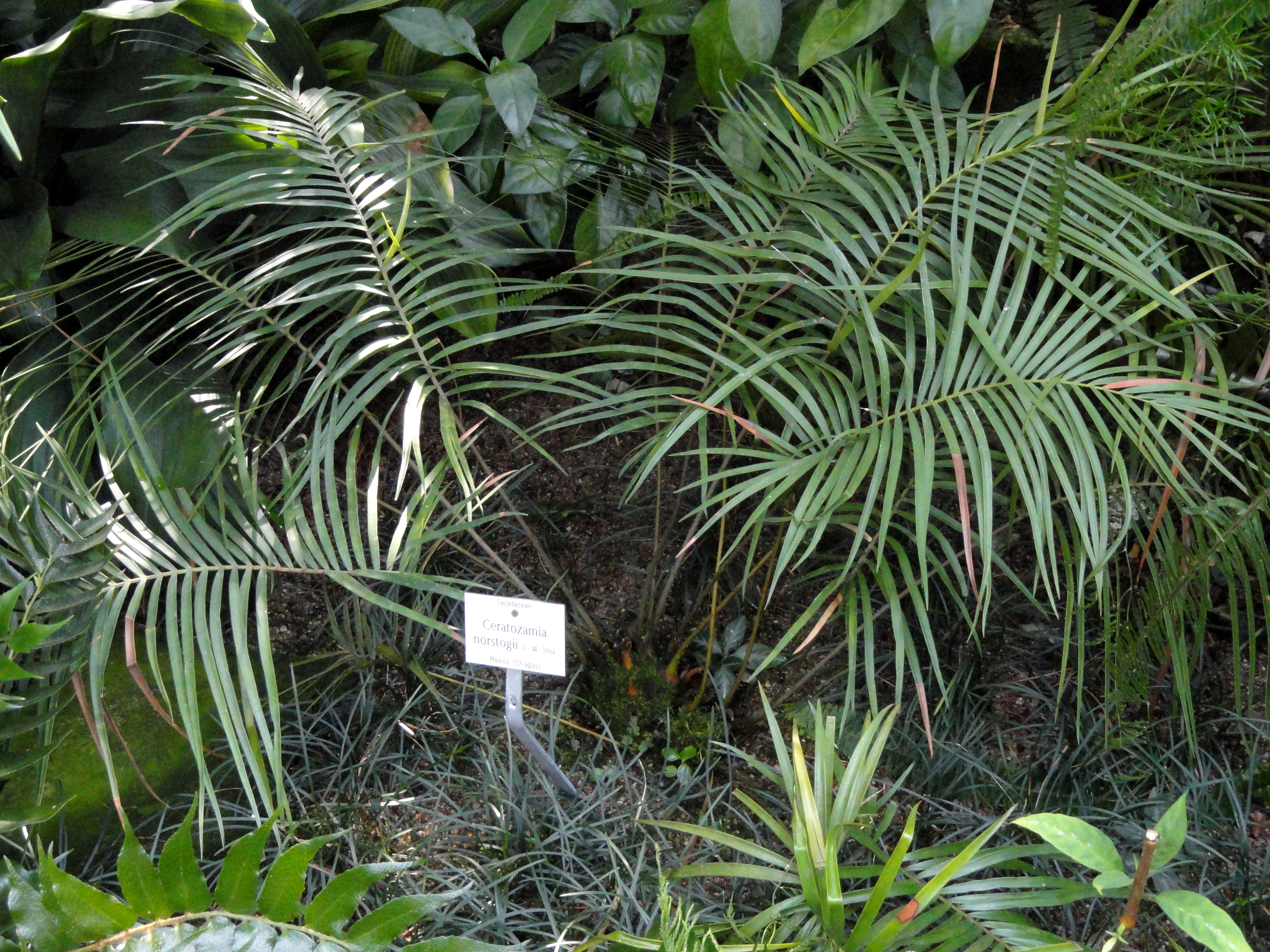
C. norstogii

Los especialistas en el área subdividen las especies en 7 reagrupamientos o complejos:
- Complejo Ceratozamia latifolia
  - Ceratozamia brevifrons Miq.
  - Ceratozamia latifolia Miq.
  - Ceratozamia decumbens Vovides, S.Avendaño, Pérez-Farr. & González-Astorga[13]
  - Ceratozamia hildae G.P. Landry & M.C. Wilson
  - Ceratozamia huastecorum  S. Avendaño, Vovides & Cast.-Campos
  - Ceratozamia microstrobila Vovides & J.D. Rees
  - Ceratozamia morettii Vázq. Torres & Vovides
- Complejo Ceratozamia kuesteriana
  - Ceratozamia kuesteriana Regel
  - Ceratozamia sabatoi Vovides, Vázq. Torres, Schutzman & Iglesias
  - Ceratozamia zaragozae Medellin-Leal
- Complejo Ceratozamia matudae
  - Ceratozamia matudae Lundell
  - Ceratozamia vovidesii Pérez-Farr. & Iglesias[14]
- Complejo Ceratozamia mexicana
  - Ceratozamia mexicana Brongn.
  - Ceratozamia fuscoviridis D. Moore[15]
- Complejo Ceratozamia miqueliana 
  - Ceratozamia miqueliana H. Wendl.
  - Ceratozamia becerrae Pérez-Farr., Vovides & Schutzman
  - Ceratozamia euryphyllidia Vázq. Torres, Sabato & D.W. Stev.
  - Ceratozamia hondurensis J.L. Haynes, Whitelock, Schutzman & R.S. Adams[16]
  - Ceratozamia zoquorum Pérez-Farr., Vovides & Iglesias
- Complejo Ceratozamia norstogii, diffuse nella Sierra Madre del Chiapas
  - Ceratozamia norstogii D.W. Stev.
  - Ceratozamia alvarezii Pérez-Farr., Vovides & Iglesias
  - Ceratozamia chimalapensis Pérez-Farr. & Vovides
  - Ceratozamia mirandae Vovides, Pérez-Farr. & Iglesias
- Complejo Ceratozamia robusta
  - Ceratozamia robusta Miq.
  - Ceratozamia mixeorum Chemnick , T.J. Greg. & S. Salas-Mor.
  - Ceratozamia whitelockiana Chemnick & T.J. Greg.

## Conservación
Todas las especies del género entran de alguno u otro modo en una categoría de amenaza: 3 están clasificadas como vulnerables (C. mexicana, C. microstrobila), 13 en peligro (Ej.: C. latifolia, C. robusta) y 7 en peligro crítico de extinción (Ej.: C. euryphyllidia, C. fuscoviridis).
Todas las especies se encuentran en el Apéndice de la Convención sobre el Comercio Internacional de Especies Amenazadas de Fauna y Flora Silvestres(CITES).